# Julian Sands
Julian Richard Morley Sands (sinh ngày 4 tháng 1 năm 1958) là nam diễn viên người Anh Quốc. Ông được biết đến qua các phim điện ảnh The Killing Fields, A Room with a View, Warlock, Arachnophobia, Boxing Helena và Leaving Las Vegas. Ở lĩnh vực truyền hình, ông từng đóng một số vai nổi bật như Vladimir Bierko trong 24, Jor-El trong Smallville và Yulish Rabitov trong Banshee.

## Thời thơ ấu
Julian Sands sinh ra tại thị trấn Otley, West Riding of Yorkshire, là người con thứ ba trong gia đình có năm anh em trai. Mẹ ông là Brenda, bà một mình nuôi các con sau khi ly dị chồng. Nam diễn viên từng theo học Đại học Lord Wandsworth, Long Sutton, hạt Hampshire.

## Sự nghiệp

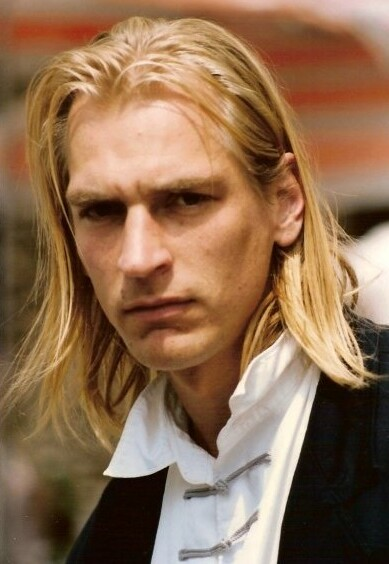
Sands năm 1990

Sands bắt đầu sự nghiệp với một số với vai phụ trong các phim điện ảnh như Oxford Blues, The Killing Fields (1984). Cũng trong năm 1984, ông đóng vai khách mời, một người lính Hy Lạp trong phim truyền hình The Box of Delights (đài BBC). Năm 1985, ông thủ vai chính trong A Room with a View, tiếp đó năm 1986 ông tham gia Gothic. Sau hai phim này, ông chuyển tới Hollywood để phát triển sự nghiệp tại Mỹ.

## Đời tư
Từ năm 1984 đến 1987, Sands kết hôn với nhà báo Anh Sarah Harvey và có một con trai chung. Năm 1990, ông kết hôn với nhà báo Evgenia Citkowitz (sinh năm 1964). Cặp đôi sinh được hai người con gái.
Theo thông tin vào năm 2020, Sands sinh sống tại thành phố Los Angeles, Mỹ.

### Mất tích
Ngày 13 tháng 1 năm 2023, Sands được đưa tin đã mất tích khi đi leo núi ở khu Mount San Antonio (Mount Baldy) thuộc dãy San Gabriel phía đông bắc Los Angeles. Tính đến  ngày 19 tháng 1 năm 2023, cảnh sát vẫn chưa xác định được vị trí cụ thể của nam diễn viên do ảnh hưởng của các trận bão tuyết tại khu vực này.